# Phare de Cabo Home
Le phare de Cabo Home est un phare situé sur Cabo Home (côté occidental), sur le territoire de la commune de Cangas de Morrazo, dans la province de Pontevedra (Galice en Espagne).
Il est géré par l'autorité portuaire de Vigo.

## Histoire
Le phare de Cabo Home est une tour cylindrique en maçonnerie de 19 m de haut dont la lanterne est montée en haut d'un mât court sur la galerie. Le local technique est en bas de tour. Celle-ci est peinte en blanc avec deux liserés bleus (haut du local et galerie).
Ce phare forme une gamme avec le phare de Punta Subrido pour marquer l'entrée nord de la Ría de Vigo. Ce feu avant émet, à une hauteur focale de 38 m, un éclat blanc toutes les 3 secondes. Il est érigé sur la pointe occidentale de Cabo Home, à environ 8 km de Cambados et à 815 m du phare de Punta Subrido.
Identifiant : ARLHS : SPA331 ; ES-04760 - Amirauté : D1876 - NGA : 2908.
|           |
| Cabo Home |

|          |
| Le phare |

### Lien connexe
- Liste des phares d'Espagne